# Jackie Robinson (giocatore di baseball)
(Jackie Robinson)
Jack Roosevelt Robinson, detto Jackie (Cairo, 31 gennaio 1919 – Stamford, 24 ottobre 1972), è stato un giocatore di baseball statunitense.
Fu il primo giocatore afroamericano a militare nella Major League Baseball (MLB) in epoca moderna.

## La giovinezza
Nacque in una famiglia mezzadrile della Georgia e fu il più giovane di cinque fratelli. Nel 1920 si trasferì con i familiari a Pasadena in California.
Fu spinto a intraprendere l'attività sportiva dal fratello Matthew, detto "Mack", atleta di alto livello e vincitore di una medaglia d'argento nell'atletica leggera ai giochi olimpici di Berlino nel 1936. Jackie si rivelò molto portato per lo sport e negli anni giovanili si distinse in ben cinque discipline: nel baseball come interbase e ricevitore, nel basket come guardia, nel football americano come quarterback, nell'atletica leggera come saltatore in lungo e nel tennis.
Continuò a praticare diverse discipline sportive durante gli anni passati al Pasadena Junior College e alla UCLA, a livello varsity. Curiosamente durante i suoi anni nell'università californiana il baseball fu lo sport in cui si distinse meno, pur restando su alti livelli di rendimento, rispetto all'atletica e al football. Abbandonò la UCLA prima di terminare gli studi e inizialmente lavorò come assistente atletico presso la National Youth Administration, un'agenzia governativa. Quando l'agenzia terminò le sue attività si spostò a Honolulu per giocare a football con la squadra semiprofessionista degli Honolulu Bears. Alla fine del 1941 tornò in California con l'obiettivo di intraprendere una carriera come running back nei Los Angeles Bulldogs militanti nella Pacific Coast Football League.

## Carriera
Le sue speranze di carriera vennero bruscamente interrotte dal coinvolgimento americano nella seconda guerra mondiale dopo l'attacco di Pearl Harbor. Robinson venne chiamato sotto le armi e assegnato a una unità di stanza in Kansas dove prestava servizio anche il famoso pugile Joe Louis. Dopo alcune difficoltà iniziali, riuscì a farsi ammettere alla scuola per ufficiali e nel 1943 ottenne il grado di sottotenente.
La carriera militare di Robinson si arrestò però nel 1944 a seguito di un fatto in cui fu coinvolto. Egli, dopo essere salito su un autobus dell'esercito, si rifiutò di obbedire al capomacchina che gli aveva intimato di sedersi in fondo al veicolo; va sottolineato che sugli autobus militari non vigeva l'obbligo di separazione tra neri e bianchi come su quelli civili. Questo suo rifiuto comportò l'intervento della polizia militare che lo prese in consegna e lo mise sotto custodia. Robinson dovette comparire davanti a una corte marziale. Il procedimento a suo carico si concluse con un'assoluzione, ma gli venne negata la possibilità di essere impiegato in operazioni militari oltre oceano (dove il suo battaglione si distinse particolarmente). Robinson fu trasferito nel Kentucky, dove fu impiegato come allenatore degli atleti dell'esercito sino a quando, nel novembre 1944, fu congedato con onore.

## La carriera da giocatore di baseball

### L'esordio
Nel 1945, mentre lavorava per il Sam Houston College, ricevette un'offerta scritta da parte dei Kansas City Monarchs per diventare un giocatore professionista delle Negro League (i campionati riservati agli afroamericani). Robinson accettò la proposta e firmò un contratto da 400 dollari al mese, per lui all'epoca vantaggioso. Le sue prestazioni sportive furono buone, ma l'esperienza si rivelò deludente per lui; abituato all'organizzazione del mondo dei college rimase molto deluso dalla disorganizzazione della lega e dalla connivenza col mondo delle scommesse. In tutto giocò 47 partite nel ruolo di interbase con una media battuta di .387, 5 fuoricampo e prese parte al Negro League All-Star Game del 1945.
Le sue prestazioni suscitarono l'interesse di alcuni dirigenti della Major League. I Boston Red Sox organizzarono al Fenway Park un provino per lui e per altri giocatori di colore. Questa prova però si rivelò una farsa organizzata per motivi legati alle lotte interne alla società: i giocatori in prova non solo non ebbero nessuna reale possibilità di mettersi in mostra, ma vennero anche insultati dagli spettatori, benché l'accesso alle tribune fosse limitato ai soli dirigenti dei Red Sox.
Fortunatamente altre squadre avevano un interesse reale per lui, in particolare il presidente e general manager dei Brooklyn Dodgers, Branch Rickey, che già da tempo stava valutando la possibilità di inserire nella rosa della sua squadra giocatori neri e aveva avviato una seria attività di scout nella Negro League. Robinson fu scelto come il più promettente dei giocatori visionati e fu contattato per verificare se fosse disponibile a firmare un contratto e giocare inizialmente per i Montreal Royals, squadra affiliata ai Dodgers militante nella International League. Rickey mise subito in chiaro che una scelta simile avrebbe esposto Robinson a insulti durante ogni partita e volle accertarsi che il giocatore non solo fosse abbastanza forte da sopportare le ingiurie, ma che riuscisse anche a non reagire pregiudicando le sue prestazioni. Robinson, a cui non mancava certo la combattività, assicurò di essere in grado di mantenere il controllo e così firmò un contratto da 600 dollari al mese.

### L'abbattimento della barriera razziale
Robinson non fu il primo giocatore di colore in assoluto a militare nella Major League ma fu colui che ruppe la barriera razziale (detta baseball color line), ovvero quell'accordo non scritto che fino al 1947 aveva escluso gli afroamericani. Negli anni settanta e ottanta del XIX secolo alcuni atleti di colore giocarono nei massimi campionati americani ma ben presto gli organismi a capo delle varie leghe iniziarono a imporre dei vincoli alle squadre. Quando le leghe del baseball adottarono le disposizioni delle cosiddette leggi Jim Crow la presenza di giocatori afroamericani fu bandita. Dal 1890 sino al 1947 i campionati professionistici americani furono composti esclusivamente da bianchi mentre i neri giocavano in campionati separati.
L'esordio di Robinson con la maglia dei Dodgers mise fine a quasi sessanta anni di segregazione razziale in ambito sportivo. La figura di Jackie Robinson fu molto importante non solo dal punto di vista sportivo ma anche da quello sociale: il giocatore dovette superare grandi avversità all'inizio, fu minacciato di morte e spesso veniva insultato durante le partite, ma alla fine grazie alla sua tenacia e alla sua classe riuscì a conquistare gli appassionati del baseball segnando un ulteriore passo verso l'integrazione razziale.

### I Brooklyn Dodgers
Robinson esordì il 15 aprile 1947 al Ebbets Field di Brooklyn davanti a oltre 23 000 spettatori. La convivenza con i compagni di squadra non fu semplice e all'inizio ci furono delle tensioni razziali all'interno dello spogliatoio dei Dodgers: alcuni giocatori prepararono una petizione per il suo allontanamento rifiutandosi di giocare al suo fianco. La contestazione interna fu placata quando i vertici della società presero posizione in favore di Robinson.
(Leo Durocher, manager dei Brooklyn Dodgers)
Robinson divenne il bersaglio di continui insulti razziali sia da parte dei tifosi che degli avversari. L'episodio più grave si verificò il 22 aprile 1947 durante una partita contro i Philadelphia Phillies quando i giocatori avversari dopo averlo chiamato nigger gli urlarono di «tornare nei campi di cotone».
I giocatori di alcune squadre addirittura minacciarono di scioperare nel caso fosse stato schierato contro di loro. Le minacce di sciopero furono stroncate dall'intervento del presidente e dal commissario della lega che minacciarono di sospensione coloro che avevano intenzione di rifiutarsi di scendere in campo. Robinson diventò anche il bersaglio del gioco duro di molti avversari.
Fortunatamente ci furono anche dei giocatori che si schierarono al suo fianco e lo incoraggiarono. Pee Wee Reese, suo compagno di squadra, disse una frase in sua difesa che divenne in seguito celebre:
(Pee Wee Reese)
Nel 1948 Reese, per rispondere agli insulti lanciati dai tifosi all'indirizzo di Robinson prima di una partita a Cincinnati, mise il braccio sulle spalle del suo compagno di squadra. Questo episodio fu immortalato con una statua esposta nel 2005 al KeySpan Park di Coney Island.
Anche Hank Greenberg, un giocatore che nella sua carriera aveva avuto a che fare con gli insulti razzisti per via della sua origine ebraica, incoraggiò Robinson e durante una partita, mentre entrambi si trovavano in prima base, sussurrò nell'orecchio del giocatore che «il miglior modo per rispondere gli insulti provenienti dal dugout degli avversari era batterli sul campo».
Le sue prestazioni sul campo furono all'altezza delle aspettative, chiuse l'annata con 175 valide, 12 home run, 48 punti battuti a casa, 125 punti segnati, 29 basi rubate (primatista della National League) e una media battuta di ,297. Nel 1947 fu il primo giocatore a ricevere il Rookie of the Year Award, all'epoca premio unico per entrambe le leghe. Nel 1948, a seguito della cessione di Eddy Stanky ai Boston Braves venne spostato nel ruolo di seconda base. Durante la stagione le sue prestazioni rimasero ad alti livelli e il 29 agosto 1948 riuscì a battere un ciclo contro i St. Louis Cardinals. In quello stesso anno entrarono a far parte della Major League altri giocatori afroamericani e la pressione su Robinson diminuì sensibilmente, gli stessi Dodgers fecero entrare nel proprio roster altri tre giocatori neri.
Nella pausa tra le stagioni 1948 e 1949 Robinson fu impegnato in varie attività che lo portarono a viaggiare per tutto il paese compromettendo la sua condizione fisica e il suo rendimento sportivo. I Dodgers ingaggiarono come consulente George Sisler, già membro della Baseball Hall of Fame, per aiutarlo. I consigli e gli allenamenti di Sisler furono molto utili: nel 1949 la media battuta di Robinson, che nei due anni precedenti era stata di poco inferiore ai ,300, si alzò sino a ,342 (massimo in carriera). A questa eccellente media si aggiunsero 37 basi rubate, 124 RBI e 122 punti realizzati; tutto questo gli valse la nomina a MVP della National League e tantissime preferenze dei tifosi che gli permisero di partire come seconda base titolare nell'All-Star Game di quell'anno. I Dodgers conquistarono il titolo della National League ma dovettero piegarsi ai New York Yankees durante le World Series.
Nell'estate del 1949 Robinson fu chiamato a testimoniare davanti alla commissione per le attività antiamericane della Camera dei Rappresentanti degli Stati Uniti in merito ad alcune dichiarazioni fatte dall'attore e attivista per i diritti civili Paul Robeson. Robinson inizialmente fu molto riluttante all'idea di testimoniare, non era formalmente obbligato a farlo, ma alla fine decise di comparire davanti alla commissione per timore che un rifiuto potesse influire negativamente sulla sua carriera. La sua deposizione fu un vero e proprio evento mediatico, il New York Times gli dedicò uno spazio in prima pagina e all'interno pubblicò una trascrizione della stessa. La testimonianza resa da Robinson è ancora oggi un argomento molto controverso: all'epoca fu accolta positivamente e giudicata rassicurante dalla maggior parte degli organi di stampa (anche Eleanor Roosevelt scrisse un articolo di apprezzamento) ma fu anche oggetto di critica da una parte del movimento che lottava per i diritti civili che giudicava l'intervento di Robinson un atto di asservimento, critica rivoltagli alcuni anni dopo anche da Malcolm X.
Nel 1950 le prestazioni di Robinson furono buone, con una media battuta di ,328 e 39 doppi si confermò un battitore di alto livello. I Brooklyn Dodgers chiusero la loro stagione in National League alle spalle dei Philadelphia Phillies poi sconfitti dai New York Yankees nelle World Series.
Nel 1951 la regular season della National League si concluse con i Dodgers e i New York Giants appaiati in testa alla classifica, la squadra newyorchese era stata protagonista di una strepitosa rimonta poiché a due mesi dalla fine della stagione era in ritardo di ben 13,5 partite rispetto alla squadra di Brooklyn. Il finale di stagione fu caratterizzato da molti avvenimenti. Nell'ultima partita della regular season, giocata contro i Phillies, Robinson fu protagonista di una grandissima prestazione: prima salvò il risultato con una giocata difensiva al 12° inning, poi batté l'home run della vittoria al 14°. Per decretare una vincitrice le due squadre si affrontarono in uno spareggio di tre partite. Il 3 ottobre 1951 la serie fu decisa in favore dei Giants da un fuoricampo battuto da Bobby Thomson passato alla storia come "Shot Heard 'Round the World" (frase tratta da un poema di Ralph Waldo Emerson entrata poi nel linguaggio comune per identificare momenti di grande importanza storica e non solo, in questo caso la frase aveva anche un riferimento al fatto che i soldati americani impegnati nella Guerra di Corea ascoltavano la cronaca della partita grazie alle radio). Le prestazioni personali di Robinson furono comunque di alto livello anche in quell'anno, finì l'annata con 106 punti segnati, una media battuta di ,335 e 25 basi rubate.
Nel 1952 i Dodgers vinsero nuovamente la National League ma, ancora una volta, dovettero soccombere agli Yankees nelle World Series in una tiratissima serie di sette partite. Questo fu l'ultimo anno in cui Robinson venne stabilmente impiegato come seconda base. In Robinson iniziò a farsi strada l'idea di intraprendere una carriera da manager, in quest'ottica fece richiesta al commissario della lega di un'autorizzazione per poter allenare nella Puerto Rican Winter League allo scopo di accumulare esperienza, ma il permesso gli fu negato. Nello stesso anno Robinson fu ospite nella trasmissione televisiva Youth Wants to Know della NBC dove si confrontò con George Weiss, general manager degli Yankees, che non aveva ancora aperto le porte della sua squadra ai giocatori afroamericani.
Nel 1953 chiuse l'anno con 109 punti segnati, una media battuta di ,329 e 17 basi rubate, contribuendo in maniera decisiva al secondo successo consecutivo dei Dodgers in National League. Le World Series furono ancora una volta amare per lui e la squadra che dovettero inchinarsi per l'ennesima volta ai New York Yankees. Robinson continuò a impegnarsi nella questione dei diritti civili e divenne editore di una rivista sportiva, intitolata Our Sports, che si concentrava particolarmente sul problema dell'integrazione razziale nel mondo dello sport. Sulle pagine della sua rivista venne pubblicato anche un articolo del suo vecchio amico e commilitone Joe Louis. Robinson inoltre rilasciò pubblicamente delle dichiarazioni critiche nei confronti di alcuni alberghi e ristoranti di cui si serviva l'organizzazione dei Dodgers per via della loro politica di segregazione razziale, come risultato alcuni di questi adottarono una nuova politica di integrazione, tra cui il Chase Park Hotel, famoso albergo a cinque stelle di St. Louis.
Il 1954 rappresentò per Robinson l'inizio del declino: nonostante una media battuta ancora di buon livello (,311) il numero di valide e di punti segnati rimase ampiamente sotto i suoi standard. Con un Robinson in fase calante e altri problemi i Dodgers finirono alle spalle dei New York Giants nella classifica della National League.
Il 1955 fu un anno molto importante per la sua carriera. Dopo una regular season dominata dai Dodgers, vincitori della National League con ben 13,5 partite di distacco dai Milwaukee Braves, nelle World Series si ripropose il classico scontro con gli Yankees. La serie di finale si decise nell'ultima delle sette partite e incoronò campioni i Brooklyn Dodgers. Dal punto di vista individuale fu l'anno peggiore della carriera dell'ormai trentasettenne Robinson, la sua media battuta fu di ,256 (la peggiore della carriera), inoltre saltò ben 49 partite, tra cui la settima gara della World Series, quella decisiva per il titolo. Nonostante la gioia per aver conquistato il primo titolo MLB della carriera iniziarono a palesarsi i segni inequivocabili che la sua carriera da giocatore fosse ormai agli sgoccioli.
Il 1956 fu il suo ultimo anno di attività, le sue statistiche furono piuttosto deficitarie rispetto al suo periodo d'oro anche a causa dei primi sintomi del diabete (che gli venne diagnosticato in seguito) che lo convinsero ad abbandonare l'attività agonistica e ad accantonare l'idea di diventare manager di una squadra. L'ultimo anno coi Dodgers gli permise di vincere un altro titolo della National League e di giocare per l'ultima volta le World Series, poi vinte per 4-3 dai soliti New York Yankees. A fine stagione i Dodgers cedettero Robinson agli storici rivali dei New York Giants ma l'affare non si concluse poiché il giocatore, all'insaputa dei dirigenti, aveva già preso accordi col presidente della "Chock full o'Nuts", azienda del settore ristorazione, per abbandonare il baseball e diventare un dirigente della compagnia.
Gli storici del baseball considerano Robinson l'iniziatore di un nuovo stile di gioco che univa a grandi capacità in battuta una notevole velocità di corsa e un'ottima attitudine difensiva.

#### Primati nelle più importanti statistiche della MLB
- Basi rubate: 29 (1947) e 37 (1949)[38]
- Media battuta: .342 (1949)[39]
- Percentuale di conquista delle basi: .440 (1952)[40]

## Dopo il ritiro
Robinson si ritirò il 5 gennaio 1957 a quasi 38 anni di età. Il diabete che gli fu diagnosticato quell'anno (e di cui avevano sofferto anche suoi fratelli), spiegò il perché del suo sempre più progressivo deterioramento fisico. Allora le terapie contro questa malattia non erano avanzate come oggi: si trattava comunque di una malattia autoimmune e non controllabile con la dieta e l'esercizio fisico. Così, anche se Robinson adottò una terapia a base di alcune iniezioni giornaliere di insulina, non poté impedire l'avanzata delle complicanze e in particolare i problemi al cuore e agli occhi (raggiunta la mezza età Robinson divenne quasi cieco).
Dal 1957 al 1964 ricoprì l'incarico di vicepresidente del personale per la "Chock full o'Nuts", fu il primo nero a raggiungere un ruolo di vicepresidenza di una grande azienda statunitense. Robinson presiedette il "million-dollar Freedom Fund Drive" della NAACP nel 1957 e collaborò con l'organizzazione sino al 1967.
Nel 1964 prestò il suo aiuto per la fondazione della Freedom National Bank, una banca di proprietà afroamericana con sede a Harlem. Nel 1965 divenne commentatore per il programma "Major League Baseball Game of the Week" della ABC. Nel 1970 creò la Jackie Robinson Construction Company, una compagnia di costruzione per la realizzazione di case per famiglie a basso reddito.
Robinson fu anche attivo in politica dopo il suo ritiro dal baseball, repubblicano convinto scrisse persino una lettera a Martin Luther King per difendere la politica militare dall'amministrazione Johnson durante la Guerra del Vietnam. Nel 1960 supportò la candidatura presidenziale di Richard Nixon contro John F. Kennedy, tuttavia dopo la vittoria di Kennedy elogiò in diverse circostanze il presidente per il suo impegno in favore dei diritti civili. Per questo motivo durante la campagna elettorale per le elezioni presidenziali del 1968 si schierò in favore di Hubert Humphrey e contro Nixon.
Nel 1964 divenne uno dei sei direttori nazionali della campagna elettorale di Nelson Rockefeller per le elezioni primarie del Partito Repubblicano; in seguito divenne assistente speciale per gli affari della comunità quando Rockefeller fu rieletto governatore dello stato di New York. Robinson fece la sua ultima apparizione pubblica il 14 ottobre 1972 a Cincinnati quando lanciò la prima palla della seconda gara delle World Series. In questa occasione tenne il suo ultimo discorso dove si augurò di vedere al più presto un allenatore afroamericano in MLB.
Il 24 ottobre 1972 Jackie Robinson morì a Stamford in Connecticut all'età di cinquantatré anni a causa di un attacco di cuore. Venne sepolto al Cypress Hills Cemetery di Brooklyn vicino a suo figlio Jackie Jr., morto nel 1971 in un incidente automobilistico. Nel 1973 Rachel Robinson, la vedova di Jackie, fondò la Jackie Robinson Foundation, un'organizzazione senza fini di lucro impegnata nella promozione di programmi di scolarizzazione per i bambini.

## Riconoscimenti
Con i Dodgers disputò in tutto dieci stagioni, giocando per sei volte le World Series e vincendole nel 1955. Nel 1949 vinse il premio come miglior giocatore della National League. Fu selezionato per sei volte per l'All-Star Game, dal 1949 al 1955.

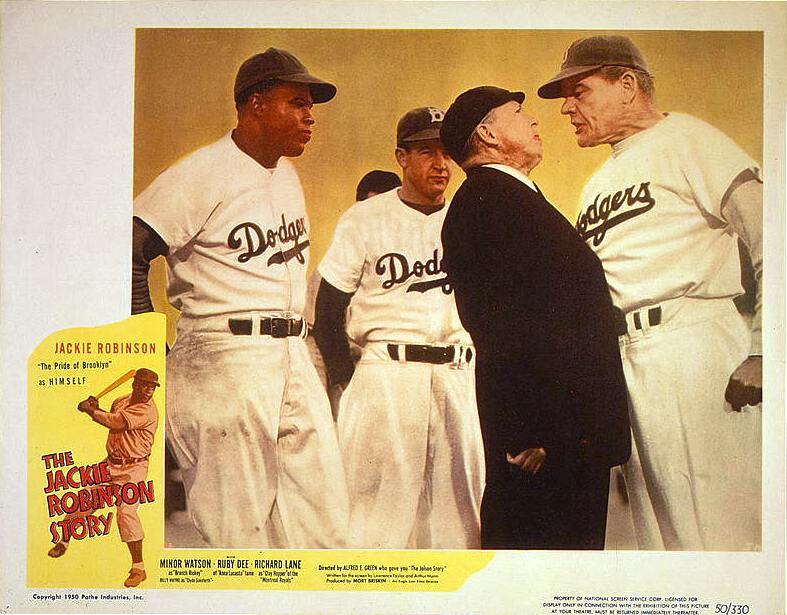
The Jackie Robinson Story film del 1950 diretto da Alfred E. Green

Nel 1949 Buddy Johnson, un famoso pianista-compositore jazz e blues di New York, incise una canzone intitolata Did You See Jackie Robinson Hit That Ball? che raggiunse la 13ª posizione nella classifica delle vendite.
Nel 1950 uscì un film biografico su di lui, in cui egli recitava il ruolo di sé stesso, intitolato The Jackie Robinson Story, nel cast era presente anche la famosa attrice e attivista politica Ruby Dee che interpretava il ruolo di sua moglie. Successivamente uscirono altri film sulla vita di Robinson: The Court-Martial of Jackie Robinson nel 1990 (interpretato da Andre Braugher), Soul of the Game nel 1996 (interpretato da Blair Underwood), entrambi film per la tv, e 42 - La vera storia di una leggenda americana, uscito nei cinema nel 2013 con Chadwick Boseman nel ruolo di Jackie.
Nel 1962 entrò a far parte della Baseball Hall of Fame con il 77,5% di preferenze (124 voti su 160). Il 4 giugno 1972 i Dodgers ritirarono il suo numero di maglia, il 42, assieme a quelli di altre due leggende della squadra quali Roy Campanella (n.39) e Sandy Koufax (n.32).
Nel 1987 entrambi i premi assegnati al Rookie of the Year furono intitolati a suo nome. Il 15 aprile 1997, 50º anniversario del suo esordio, la MLB ritirò la maglia con il suo numero, imponendo a tutte le squadre di non assegnare più il numero a nessun giocatore. Ai giocatori che già indossavano quel numero fu permesso di mantenerlo; l'ultimo giocatore a vestire la maglia numero 42 è stato Mariano Rivera dei New York Yankees, ritiratosi al termine della stagione 2013.
La MLB concede ai giocatori di indossare la maglia numero 42 il 15 aprile di ogni anno, il Jackie Robinson Day. In occasione del 60º anniversario del debutto di Jackie Robinson, la lega invitò i giocatori a indossare il suo numero; in origine l'idea fu di Ken Griffey Jr. e poi venne estesa a tutti gli altri. Negli ultimi anni, durante il giorno dedicato alla commemorazione di Robinson, alcune squadre hanno schierato il loro intero roster con la maglia numero 42.
Nel 1999 la rivista Time lo inserì nell'elenco delle "100 persone più importanti del XX secolo". Lo stadio dove giocano le loro partite gli UCLA Bruins, in cui militò ai tempi del college, è stato intitolato a lui il 3 maggio 2008.
Nel dicembre 1956 la NAACP gli assegnò la Spingarn Medal. Per il suo impegno dentro e fuori dal campo fu insignito della medaglia presidenziale della libertà dal presidente Ronald Reagan (26 marzo 1984) e della medaglia d'oro del Congresso (23 ottobre 2003).
Il 20 agosto 2007 il governatore della California Arnold Schwarzenegger annunciò l'ingresso di Robinson nella California Hall of Fame. La città di Pasadena gli ha tributato numerosi riconoscimenti: in suo nome sono stati intitolati uno stadio di baseball e un centro di assistenza per la comunità. Nel 1997 venne eretta in Garfield Avenue, vicino al municipio della città, una statua raffigurante Jackie Robinson e suo fratello Mack.
L'ingresso principale del Citi Field, il nuovo stadio dei New York Mets, è stato chiamato Jackie Robinson Rotunda in suo onore. Inoltre a lui sono intitolati lo stadio di Daytona Beach in Florida (stadio in cui i Dodgers completarono la preparazione nel 1947) e lo stadio di football della Dorsey High School di Los Angeles; inoltre ci sono diverse scuole (a New York, Chicago e Long Beach) che portano il suo nome. La sua casa di Brooklyn è stata dichiarata National Historic Landmark. Alla memoria di Robinson è stato dedicato anche un asteroide, il 4319 Jackierobinson.